# Outland (film)
Outland is een sciencefictionfilm van regisseur Peter Hyams uit 1981. De hoofdrol wordt gespeeld door Sean Connery.

## Verhaal
Marshal W.T. O'Niel (Sean Connery) wordt te werk gesteld op de mijnkolonie Con Am Mine 27 op Io, een maan van Jupiter, om de orde te komen handhaven. Hij arriveert er samen met zijn vrouw Carol (Kirka Markham) en hun zoontje. Carol vindt het eentonige leven in mijnkolonies slecht voor hun opgroeiende zoon en ze besluit al vrij snel Io te verlaten om met haar zoontje naar de Aarde te gaan.
Dr. Marian Lazarus (Frances Sternhagen) is een van de personen met wie hij er samenwerkt, en een van de weinigen die hij kan vertrouwen. Tijdens zijn verblijf sterft een aantal mijnwerkers een gewelddadige dood, onder wie een mijnwerker (Eugene Lipinski) die om onverklaarbare redenen zonder ruimtepak in een lift gaat die vervolgens wordt blootgesteld aan het vacuüm van de ruimte. Onderzoek wijst uit dat bij alle doden sprake is van gebruik van een amfetamine-achtige drug. Gebruik van deze drug zorgt ervoor dat de mijnwerkers langere dagen kunnen maken, maar de bijwerkingen zijn zeer ernstig: de gebruikers worden psychotisch.
O'Niel gaat achter de dealers aan en komt uiteindelijk terecht bij de persoon die aan het hoofd van de kolonie staat (Sheppard, gespeeld door Peter Boyle). Omdat er grote geldbedragen gemoeid zijn met de drugshandel is O'Niel vanaf dat moment zijn leven niet meer zeker. De personen op de hoge posten willen hun inkomen niet verliezen en geven een aantal professionele moordenaars opdracht om achter O'Niel zelf aan te gaan.

## Rolverdeling
| Acteur             | Personage                      |
| ------------------ | ------------------------------ |
| Sean Connery       | O'Niel                         |
| Peter Boyle        | Sheppard                       |
| Frances Sternhagen | Lazarus                        |
| James Sikking      | Montone                        |
| Kika Markham       | Carol                          |
| Clarke Peters      | Ballard                        |
| Steven Berkoff     | Sagan                          |
| John Ratzenberger  | Tarlow                         |
| Nicholas Barnes    | Paul O'Niel                    |
| Manning Redwood    | Lowell                         |
| Pat Starr          | Flo Spector                    |
| Hal Galili         | Nelson                         |
| Angus MacInnes     | Hughes                         |
| Stuart Milligan    | Walters                        |
| Eugene Lipinski    | Cane, zelfmoordenaar in lift   |
| Norman Chancer     | Slater                         |
| Ron Travis         | Security Officer Fanning       |
| Anni Domingo       | Morton                         |
| Bill Bailey        | Officer Hill                   |
| Chris Williams     | Caldwell                       |
| Marc Boyle         | Spota                          |
| Richard Hammatt    | Yario                          |
| James Berwick      | Rudd                           |
| Gary Olsen         | Arbeider #1                    |
| Isabelle Lucas     | Verpleegster                   |
| Sharon Duce        | Prostituee                     |
| P.H. Moriarty      | Man #1                         |
| Angelique Rockas   | Onderhoudsvrouw                |
| Jude Alderson      | Vrouwelijke prostituee in club |
| Rayner Bourton     | Mannelijke prostituee in club  |
| Doug Robinson      | Man #2                         |
| Julia Depyer       | Danser in club                 |
| Nina Francoise     | Danser in club                 |
| Brendan Hughes     | Danser in club                 |
| Philip Johnston    | Danser in club                 |
| Norri Morgan       | Danser in club                 |
| John Cannon        | Barkeeper                      |

## Achtergrond
- Outland was in de ogen van vele critici een redelijk geslaagde space-western en er zijn verwijzingen naar de western High Noon te vinden. Er worden bijvoorbeeld ballistische wapens gebruikt in de film, ook al was het in SF-films de gewoonte om laserpistolen en andere (nog niet uitgevonden) stralingswapens te gebruiken.
- Na zijn James Bondtijden maakte Connery films als "Robin and Marian" en "The Man Who Would Be King". Zijn rol daarna in Outland was niet echt opvallend, mede door het gebrek aan aandacht dat de critici hadden voor SF-films.
- De film heeft een strak uitgevoerd productieontwerp (door Philip Harrison), ook al is er qua decor flink "geleend" van Ridley Scotts film Alien. Special effects in de film zijn adequaat uitgevoerd en ontworpen door John Stears.